# 2363 Cebriones
2363 Cebriones è un asteroide troiano di Giove del campo troiano. Scoperto nel 1977, presenta un'orbita caratterizzata da un semiasse maggiore pari a 5,2024604 UA e da un'eccentricità di 0,0357777, inclinata di 32,13632° rispetto all'eclittica.
L'asteroide è dedicato a Cebrione, figlio di Priamo.